# Bhora
Bhora (tiếng Ả Rập: بحورى) là một ngôi làng Syria nằm ở Maarrat Misrin Nahiyah ở huyện Idlib, Idlib. Theo Cục Thống kê Trung ương Syria (CBS), Bhora có dân số 1341 trong cuộc điều tra dân số năm 2004.